# Oon Chong Jin
Oon Chong Jin (* 11. Juli 1939 in Kuala Lumpur) ist ein ehemaliger malaysischer Badmintonspieler. Oon Chong Teik ist sein älterer, Oon Chong Hau sein jüngerer Bruder.

## Karriere
Oon studierte in Cambridge und konnte dabei auch seiner Badminton-Leidenschaft frönen. In seinem Studienland gewann er von 1957 bis 1958 30 Turniere, darunter auch die Scotland, Welsh und Irish Open. Bei den All England schaffte er es mehrfach ins Viertelfinale des Herreneinzels. 1960 stand er sogar im Halbfinale. Besser machte er es im Doppel, wo er 1959 und 1963 im Semifinale stand, und sich 1965 ins Endspiel vorkämpfen konnte.

## Erfolge
| Saison | Veranstaltung                              | Disziplin    | Platz | Name                           |
| ------ | ------------------------------------------ | ------------ | ----- | ------------------------------ |
| 1957   | Englische Juniorenmeisterschaft            | Herreneinzel | 1     | Oon Chong Jin                  |
| 1958   | Selangor: Einzelmeisterschaft der Junioren | Herreneinzel | 1     | Oon Chong Jin                  |
| 1958   | Hampshire Championships                    | Herreneinzel | 1     | Oon Chong Jin                  |
| 1958   | Scottish Open                              | Herrendoppel | 1     | Hugh Findlay / Oon Chong Jin   |
| 1958   | Scottish Open                              | Herreneinzel | 1     | Oon Chong Jin                  |
| 1958   | Welsh Open                                 | Mixed        | 1     | Oon Chong Jin / June Timperley |
| 1958   | Welsh Open                                 | Herreneinzel | 1     | Oon Chong Jin                  |
| 1958   | Irish Open                                 | Herreneinzel | 1     | Oon Chong Jin                  |
| 1958   | Irish Open                                 | Herrendoppel | 1     | Oon Chong Jin / Oon Chong Teik |
| 1964   | French Open                                | Mixed        | 1     | Oon Chong Jin / Julie Charles  |
| 1964   | French Open                                | Herrendoppel | 1     | Oon Chong Teik / Oon Chong Jin |
| 1964   | French Open                                | Herreneinzel | 1     | Oon Chong Jin                  |
| 1965   | All England                                | Herrendoppel | 2     | Oon Chong Jin / Erland Kops    |